# Cretinetti più del solito
Cretinetti più del solito è un cortometraggio del 1911

## Trama
Cretinetti si impegna a fare cose nella vita di tutti i giorni, ma con cambiamento di percorso assurdo e singolare. D'istinto con una corda ed accendendosi una sigaretta attraverso la finestra esce di casa, ma tutto questo avviene perché con un fiammifero accende una candela che serve per bruciare un giornale. Per complicare le cose si butta in terra per rimettersi il cappello che è caduto senza l'uso delle mani, consegna amichevolmente una borsa a dei malviventi ed per finire entra rompendo il muro in una stazione di polizia.